# The Spies
The Spies (Špióni) byla ostravská (přesněji řečeno českotěšínská, neboť tři její členové bydleli v Českém Těšíně) rocková (bigbítová) skupina. Založil ji Miroslav Hasník se spolužákem Emilem Vaškem na VŠB v roce 1961. Většího úspěchu dosáhla skupina v roce 1963 se skladbami Beatles a Rolling Stones. Tím se skupina dostala do povědomí ostravského publika. Pak začala dělat vlastní věci, které skládal Emil Vašek. Skupina nahrála asi 15 skladeb v Ostravském rozhlase. Stala se na Ostravsku velmi populární. Dostala se na 1. československý beatový festival v Praze 1967.
V roce 1968 dostali Mirek Hasník a Emil Vašek povolávací rozkaz a vojna ukončila činnost The Spies. Jan Hasník nastoupil jako kytarista do Flaminga k Richardu Kovalčíkovi, kde právě začínala zpívat Marie Rottrová.
V období normalizace byly téměř všechny nahrávky The Spies v rozhlase smazány, zachovaly se jen dvě skladby.

## Obsazení
- Miroslav Hasník – doprovodná kytara,
- Jan Hasník – sólová kytara,
- Ladislav Stibor – basová kytara,
- Emil Vašek – bicí nástroje; všichni zpívali.

## Nahrané písničky
Rozhlas vysílal nejvíce tyto čtyři skladby:
- Balada o sazi,
- Balada o stoce,
- Můj sen,
- Ty (všechny napsal Emil Vašek);
- Přestaň se mě bát,
- Opičí válka,
- Dej mi lásku,
- The In Crowd,
- Co se mně má stát,
- Hej dívko,
- Krásná neznámá.